# Stipa nubicola
Stipa nubicola är en gräsart som beskrevs av Carlos Luis Spegazzini. Stipa nubicola ingår i släktet fjädergrässläktet, och familjen gräs. Inga underarter finns listade i Catalogue of Life.